# Cyclosorus distinctus
Cyclosorus distinctus är en kärrbräkenväxtart som först beskrevs av Edwin Bingham Copeland, och fick sitt nu gällande namn av Edwin Bingham Copeland. Cyclosorus distinctus ingår i släktet Cyclosorus och familjen Thelypteridaceae. Inga underarter finns listade.